# Someone Else
Someone Else ist der Künstlername des US-amerikanischen DJs, Journalisten und Techno-Produzenten Sean O’Neal aus Philadelphia. Er ist in mehreren Musikprojekten involviert und betreibt mehrere Labels.
Sein Vater spielte bei Bill Haley and His Comets Bass.
Als Teenager spielte Seon O’Neal Gitarre und Synthesizer in verschiedenen Indierock-Bands.
1994 gründete er das Elektro-Pop-Projekt Flowchart zusammen mit Erin Anderson.
Mit Jay Haze und Björn Hartmann gründete Seon O’Neal das Label Tuning Spork. Oft verwendet Sean bei seinen Produktionen Samples bzw. Geräusche seiner Umgebung. Gemeinsam mit Kate Iwanowicz alias Miskate und Sylvian Takerkart alias Fusiphorm gründete er ruft das Label Foundsound. Seine Produktionen entstehen auf Labels wie Musik Krause, Sender, Tuning Spork, Mo's Ferry, Kickboxer und Revolver.

## Diskografie (Auswahl)
Remixe
- Dapayk & Padberg – Fishin for Your Love
- Röyksopp – Remind Me
- Matt French – Die Rakete

Alben
- Pen Caps and Colored Pencils, 2007